# Trophäe (Ornament)

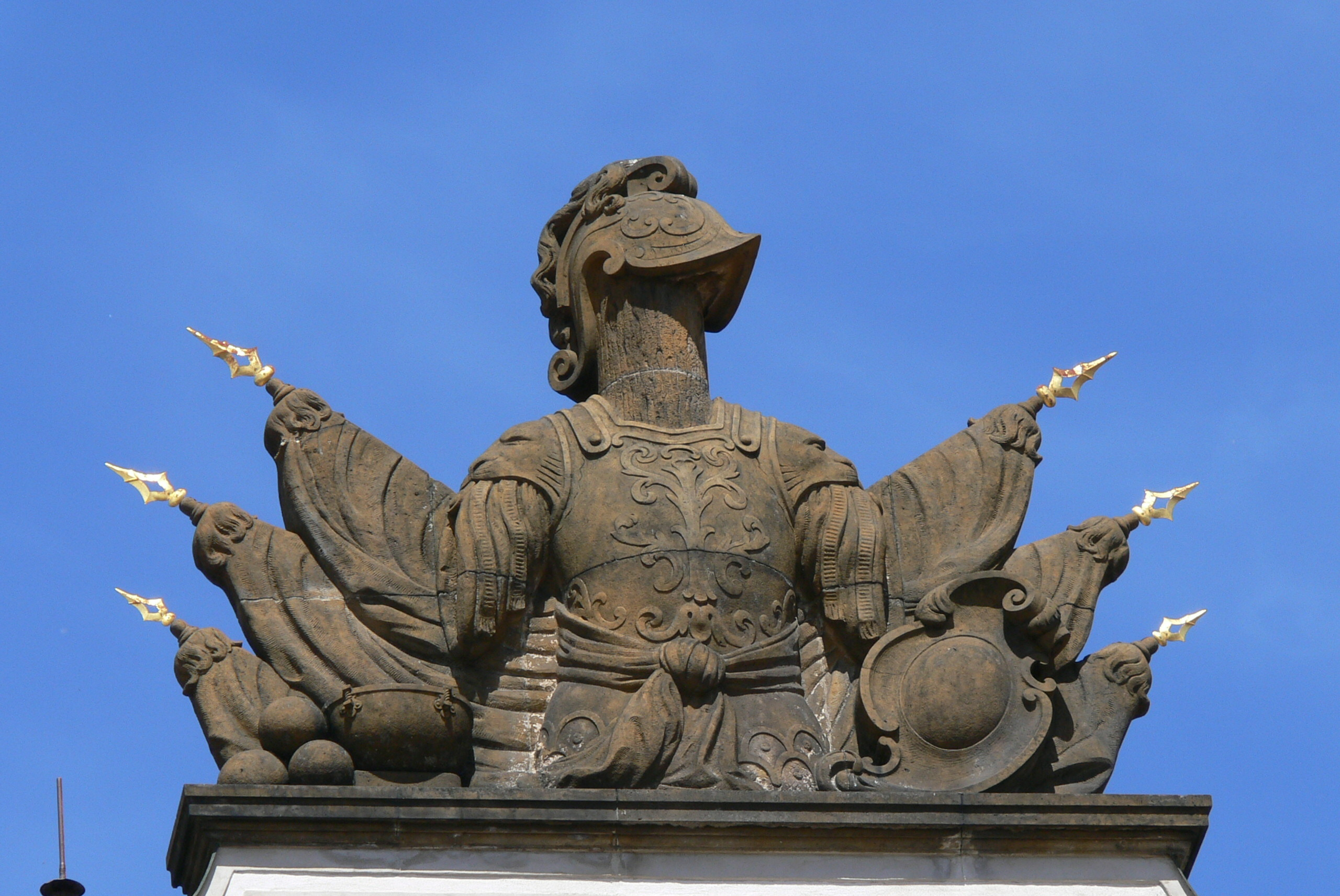
Dachtrophäe auf der Prager Burg, 1753–1775. Die Trophäe besteht aus einem dicken Stamm mit Harnisch und Helm und 6 symmetrisch aufgefächerten Lanzenfahnen.

Als Trophäe werden in der Kunstwissenschaft Ornamente bezeichnet, die gleichartige Gegenstände, meist Waffen, in dekorativer Anordnung zusammenfassen.
Die Trophäen gehen auf antike Siegesdenkmale zurück, mit Beutewaffen dekorierte Holzstämme, die als Nachbildung auch Eingang in die Kunst fanden. In der Renaissance wurde das Trophäenmotiv in Kunst und Architektur wieder zu neuem Leben erweckt. Im Barock erlebten die Trophäen zuerst unter Ludwig XIV. in Frankreich ihre Blütezeit, vor allem als Bauplastiken, und breiteten sich schnell im übrigen Europa aus. Eine letzte Nachblüte erlebten die Trophäen im Zeitalter des Historismus.
Trophäen wurden als Skulpturen und Reliefs in der Architektur eingesetzt und in Gemälden, Zeichnungen und Buchillustrationen dargestellt. Als Skulpturen dienten sie oft zur Bekrönung von Dächern, Portalen und Pfeilern, als Reliefs wurden sie häufig als selbständige oder flächenfüllende Fassaden- oder Wanddekoration verwendet. Trophäenskulpturen standen allein oder wurden durch andere Figuren ergänzt, zum Beispiel durch Kriegsgefangene oder Putten. Die Waffen wurden oft ersetzt durch andere Gegenstände, zum Beispiel Musikinstrumente oder Handwerkszeug.

## Antike

### Griechen

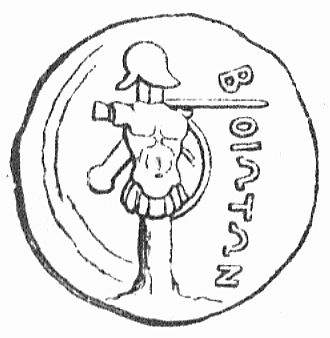
1.

Im antiken Griechenland errichteten die Sieger einer Schlacht zum Zeichen ihres Sieges ein Tropaion. Die Römer nannten das Siegeszeichen Tropäum, in der Neuzeit bürgerte sich der Begriff Trophäe ein. Als Trophäen verwendeten die Griechen mannshohe Baumstümpfe oder Pfähle, die sie mit Waffen und Kleidung ihrer Feinde behängten. Die torsoartigen Gebilde erhielten dadurch ein menschenähnliches Aussehen, ähnlich einer Kleiderpuppe oder Vogelscheuche.
Die erste literarisch bezeugte Trophäe errichteten die Athener 490 vor Christus nach dem Sieg über die Perser bei Marathon. Die älteste künstlerische Darstellung einer Trophäe findet sich auf dem Fragment einer Kabirenvase aus dem 5. Jahrhundert vor Christus, und die älteste plastische Darstellung findet sich auf einem Relieffries des Heroon von Gjölbaschi-Trysa, das um 380 vor Christus entstand. Die Münze rechts zeigt die Trophäe, die von den Thebanern 371 vor Christus nach dem Sieg über die Spartaner bei Leuktra errichtet wurde. Die beiden Tetradrachmen unten zeigen die Siegesgöttin Nike zusammen mit einer Trophäe, ein beliebtes Trophäenmotiv der Griechen.
|  |  |  |  |

1. Böotische Münze mit der Trophäe der Schlacht von Leuktra 371 vor Christus, Entstehungszeit unbekannt.
2. Fragment einer Kabirenvase mit Trophäe, 5. Jahrhundert vor Christus.
3. Relief mit Trophäe, Heroon von Gjölbaschi-Trysa, um 380 vor Christus.
4. Die Siegesgöttin Nike bekränzt eine Trophäe, Rückseite einer Tetradrachme mit dem Porträt von Seleukos I. Nikator (358–281).
5. Die Siegesgöttin Nike nagelt einen Helm an eine Trophäe, Rückseite einer Tetradrachme mit dem Porträt von Agathokles von Syrakus (317–289).

### Römer
Die Römer übernahmen das Trophäenmotiv von den Griechen. Ihre Trophäendarstellungen zeigen oft gefesselte Kriegsgefangene, die unter der Trophäe lagern. Bei Triumphzügen waren auf Tragen mitgeführte Trophäen ein beliebtes Propagandamittel der siegreichen Feldherren. Bevorzugter Ort für Trophäendarstellungen waren Reliefs auf Siegessäulen und Triumphbögen, die die Taten der Kaiser verherrlichten, zum Beispiel die Reliefs der Trajanssäule und des Konstantinsbogens. Vereinzelt wurden auch architektonische, mausoleenartige Trophäen errichtet, zum Beispiel das Tropaeum Traiani, ein Siegesdenkmal in dem rumänischen Dorf Adamklissi (→ Abbildung).
|  |  |  |

|  |  |  |

6. Trophäenrelief auf dem Grabmal der Caecilia Metella in Rom, 1. Jahrhundert vor Christus.
7. Teil eines Triumphzugfrieses mit Trophäe und 2 Gefangenen, Tempel des Apollo Sosianus, 34 vor Christus.
8. Aufrichtung einer Trophäe, Gemma Augustea, 9–12 nach Christus.
9. Trophäe mit gefesselten Satyrn, unten: stilisierte Trophäe mit zwei Frauen und einem Krieger, Neros Domus Aurea.
10. Flächenfüllendes Relief mit Beutewaffen, Sockel der Trajanssäule in Rom, 112–113 nach Christus. Stich von Giovanni Battista Piranesi, 1770.
11. Bogenzwickelrelief mit der trophäentragenden Siegesgöttin Viktoria, Konstantinsbogen in Rom, 312–315 nach Christus.

## Neuzeit
Die Trophäe als Kunstobjekt fand im neuzeitlichen Europa in Renaissance, Barock und Historismus eine weite Verbreitung.

### Renaissance
In der Zeit der Renaissance fand das Motiv der Trophäe zuerst seinen Niederschlag in der Malerei,  in Architekturentwürfen und Ornamentstichen, aber auch schon in der Architektur und der Bildhauerei.
Eine Gemäldeserie von Andrea Mantegna verherrlicht Caesars Triumphzüge, bei denen traditionsgemäß zahlreiche Trophäen zur Schau gestellt wurden. Albrecht Dürer porträtierte in einer Holzschnittfolge drei reitende Trophäenträger im Triumphzug von Kaiser Maximilian I. Wendel Dietterlin entwarf ein mit Trophäenreliefs, Kanonen und Kanonenrohrsäulen überladenes Portal, das in ähnlicher Art im Barock in Verona realisiert wurde (Abbildung 23). Polidoro da Caravaggio verdanken wir eine groteske Zusammenstellung einer Trophäe mit 2 Kolossalamphoren. Die übrigen Abbildungen zeigen Trophäen als Fassadensgraffiti, als Pfeilerrelief und als Eckfigur eines Palazzos.
|  |  |  |

|  |  |  |  |

12. Trionfi di Cesare (Triumph Caesars), Gemälde von Andrea Mantegna, um 1486–1505.
13. Sgraffitofassade mit Trophäen, Via Santa Lucia in Rom, 16. Jahrhundert.
14. Trophäe zwischen 2 Amphoren, Zeichnung von Polidoro da Caravaggio, vor 1543.
15. Die ungarische Trophäe, Zeichnung für die Holzschnittfolge „Der große Triumphwagen“ von Albrecht Dürer, 1518.
16. Portal mit Trophäenreliefs, Kanonen und Kanonenrohrsäulen, Vorlagenbuch „Architectura“ von Wendel Dietterlin, 1598.
17. Trophäenpfeiler im Arkadenhof von Schloss Porcia, Spittal an der Drau, 1598.
18. Trophäenskulptur, Palazzo della Loggia, Brescia, 1499/1500.

### Barock
Der Triumphzug des Trophäenmotivs begann im Barock, ausgehend vom französischen Hof König Ludwigs XIV., um die Mitte des 17. Jahrhunderts. Die Ausbreitung der Trophäen erreichte ihren Höhepunkt Anfang und Mitte des 18. Jahrhunderts. Sie wurden hauptsächlich als Skulpturen zur Bekrönung von Dächern und Toren verwendet, als flächenfüllende Reliefs zierten sie Wände, Türen und Portale. Das übrige Europa übernahm das Trophäenmotiv nach dem Vorbild des kulturell führenden Frankreich. Viele Beispiele finden sich auf Schlössern und anderen öffentlichen Bauten, zum Beispiel auf dem Neuen Schloss in Stuttgart, auf dem Zeughaus Berlin oder am Invalidendom in Paris.
Während Trophäen ursprünglich nur kriegerische Objekte darstellten, wurden sie im  Barock auch aus Gegenständen gebildet, die sich auf Religion, Kunst, Wissenschaft und Handwerk bezogen. Beispiele sind Trophäen mit Musikinstrumenten, Gärtnerwerkzeugen oder landwirtschaftlichen Geräten.
|  |  |  |  |

|  |  |  |  |

19. Dachtrophäe mit Fama auf Lafette, Zeughaus Berlin, Ostfassade, um 1705.
20. Holztürfüllung, Zeughaus Berlin, um 1705.
21. Dachtrophäe mit Wappen, Adler, Löwe und Putte, Neues Schloss, Stuttgart, 1748–1753.
22. Trophäenskulpturen und Trophäenreliefs, Brandenburger Tor, Potsdam, 1770/1771.
23. Portal mit Trophäenreliefs und Kanonenrohrsäulen, Porta dei Bombardieri, Palazzo di Cansignorio, Verona, 1687.
24. 1 von 12 Kuppelfeldern mit Trophäenreliefs, Invalidendom, Paris, 1679–1708.
25. Trophäe mit Mansardenfenster, Ehrenhof des Invalidendoms, Paris, 1679–1708.
26. Trophäenrelief, Südfassade des Invalidendoms, Paris, 1679–1708.
| → Weitere Abbildungen                                                                                              |                                                       |
| - Trophäe mit Sultanswappen, Istanbul Topkapi-Palast-Museum. - Trophäenreliefs, Arsenal des Moskauer Kremls, 1736. | - Relief mit Trophäenrahmen Palazzo Bonanno, Syrakus. |

### Historismus
Eine Nachblüte erlebte das Trophäenmotiv ab etwa 1800 im Historismus. Besonders Schlösser  und Zeughäuser sowie andere Repräsentationsbauwerke wurden gern mit Trophäenskulpturen oder Trophäenreliefs ausgestattet, zum Beispiel die Neue Burg in Wien, das Zeughaus in Ludwigsburg und der Brunnen Fontana della Dea Roma in Rom.
|  |  |  |
|  |  |  |

|  |  |  |

27. Königstor mit Dachtrophäen, ehemals Stuttgart, 1809.
28. Trophäenskulptur, Fontana della Dea Roma, Piazza del Popolo in Rom, 1823.
29. Bogenzwickelrelief mit Waffentrophäe, Villa Berg in Stuttgart, 1846–1848.
30. Kämpferrelief mit Musiktrophäe, Villa Berg in Stuttgart, 1846–1848.
31. 4 Trophäenreliefs, Zeughaus Ludwigsburg, 1872–1874.
32. Trophäenskulptur, Neue Burg, Wien, ab 1881.
33. Göttin mit Füllhorn zwischen Waffenhaufentrophäe und Adler, Neue Burg, Wien, ab 1881.